# Phaneroptera
Phaneroptera Serville, 1831 è un genere di ortotteri della famiglia Tettigoniidae. È il genere tipo della sottofamiglia Phaneropterinae.

## Etimologia
Il nome del genere deriva dal greco phaner = visible  e pteron = ala, in riferimento al fatto che le ali di questi ortotteri, in posizione di riposo, sporgono al di fuori delle tegmine.

## Tassonomia
Il genere comprende le seguenti specie:
- Phaneroptera acaciae Chopard, 1954
- Phaneroptera adusta (Haan, 1842)
- Phaneroptera albida Walker, 1869
- Phaneroptera amplectens (Sjöstedt, 1901)
- Phaneroptera bivittata Bei-Bienko, 1954
- Phaneroptera brevicauda Liu, 2011
- Phaneroptera brevis (Serville, 1838)
- Phaneroptera celebica (Haan, 1842)
- Phaneroptera cleomis Ayal, Broza & Pener, 1974
- Phaneroptera cretacea Uvarov, 1929
- Phaneroptera curvata (Willemse, 1942)
- Phaneroptera darevskii Bei-Bienko, 1966
- Phaneroptera dentata (Willemse, 1942)
- Phaneroptera erdemi Koçak & Kemal, 2009
- Phaneroptera falcata (Poda, 1761)
- Phaneroptera fragilis Ragge, 1960
- Phaneroptera furcifera Stål, 1861
- Phaneroptera gracilis Burmeister, 1838
- Phaneroptera guineana Steinmann, 1966
- Phaneroptera hackeri Harz, 1988
- Phaneroptera hordeifolia (Haan, 1842)
- Phaneroptera jordanica Steinmann, 1966
- Phaneroptera longicauda (Willemse, 1942)
- Phaneroptera longispina Ragge, 1956
- Phaneroptera maculosa Ragge, 1956
- Phaneroptera magna Ragge, 1956
- Phaneroptera minima Brunner von Wattenwyl, 1878
- Phaneroptera myllocerca Ragge, 1956
- Phaneroptera nana Fieber, 1853
- Phaneroptera neglecta (Karny, 1926)
- Phaneroptera nigroantennata Brunner von Wattenwyl, 1878
- Phaneroptera nigropunctata Chopard, 1955
- Phaneroptera okinawensis Ichikawa, 2001
- Phaneroptera parva Ragge, 1956
- Phaneroptera phantasma Steinmann, 1966
- Phaneroptera rintjana Bei-Bienko, 1966
- Phaneroptera sparsa Stål, 1857
- Phaneroptera spinifera (Willemse, 1953)
- Phaneroptera  spinosa  Bey-Bienko, 1954
- Phaneroptera trigonia Ragge, 1957